# Elisabethbrücke (Wien)
Die Elisabethbrücke war eine Brücke über den Wienfluss und verband die beiden Wiener Gemeindebezirke Innere Stadt und Wieden. Sie verlor ihre Aufgabe durch die Eintunnelung der Wien und wurde 1897 oder kurz darauf abgetragen.

## Geschichte

### Kärntnertorbrücke
An der Verbindungsstelle zwischen Kärntner Straße und Wiedner Hauptstraße wurde schon 1211 eine Holzbrücke erwähnt, 1400 bis 1404 wurde sie durch die Stainerne Prugken bey Chernerthor (Steinbrücke beim Kärntnertor) ersetzt. 1414 wurde auf ihr eine gotische Kreuzsäule, das so genannte Bäckerkreuz aufgestellt. Im Laufe der Jahre kamen verschiedene Statuen von Heiligen dazu, die aber anlässlich der Verbreiterung und Renovierung der Brücke genauso wie die seitlichen Steinmauern 1821 entfernt wurden. Auf der Brücke waren Fahr- und Gehweg durch eine Mauer getrennt. Die Brücke hatte ursprünglich zwölf Bogenöffnungen, von denen aber fünf im Zuge von Regulierungsarbeiten im Lauf der Zeit verschwanden. Die Brücke hatte zwischen den Pfeilern Wehre und Schleusen, die aber Hochwässern kaum standhielten. Nachdem man 1846 feststellte, dass die Brücke nicht mehr in Ordnung war, wurde sie 1850 abgebrochen.

### Elisabethbrücke
Vorläufig wurde ein Brückenprovisorium errichtet. 1847 wurde nach einem Wettbewerb ein Projekt von Ludwig Förster zur Ausführung bestimmt. Es handelte sich dabei um eine Ziegelbrücke mit Steinverkleidung. Sie hatte drei sieben Meter lange Bogenöffnungen und zur Ufersicherung wurden nun auch Kaimauern errichtet. Nach dem Einsturz der Überfahrt an der Stelle der späteren Karolinenbrücke im Jahr 1851 wurde die ursprünglich vorgesehene Fundierung in eine Pfahlgründung abgeändert. An ihrem Hochzeitstag (24. April 1854) hielt Kaiserin Elisabeth über die Brücke ihren feierlichen Einzug in Wien und eröffnete sie damit.

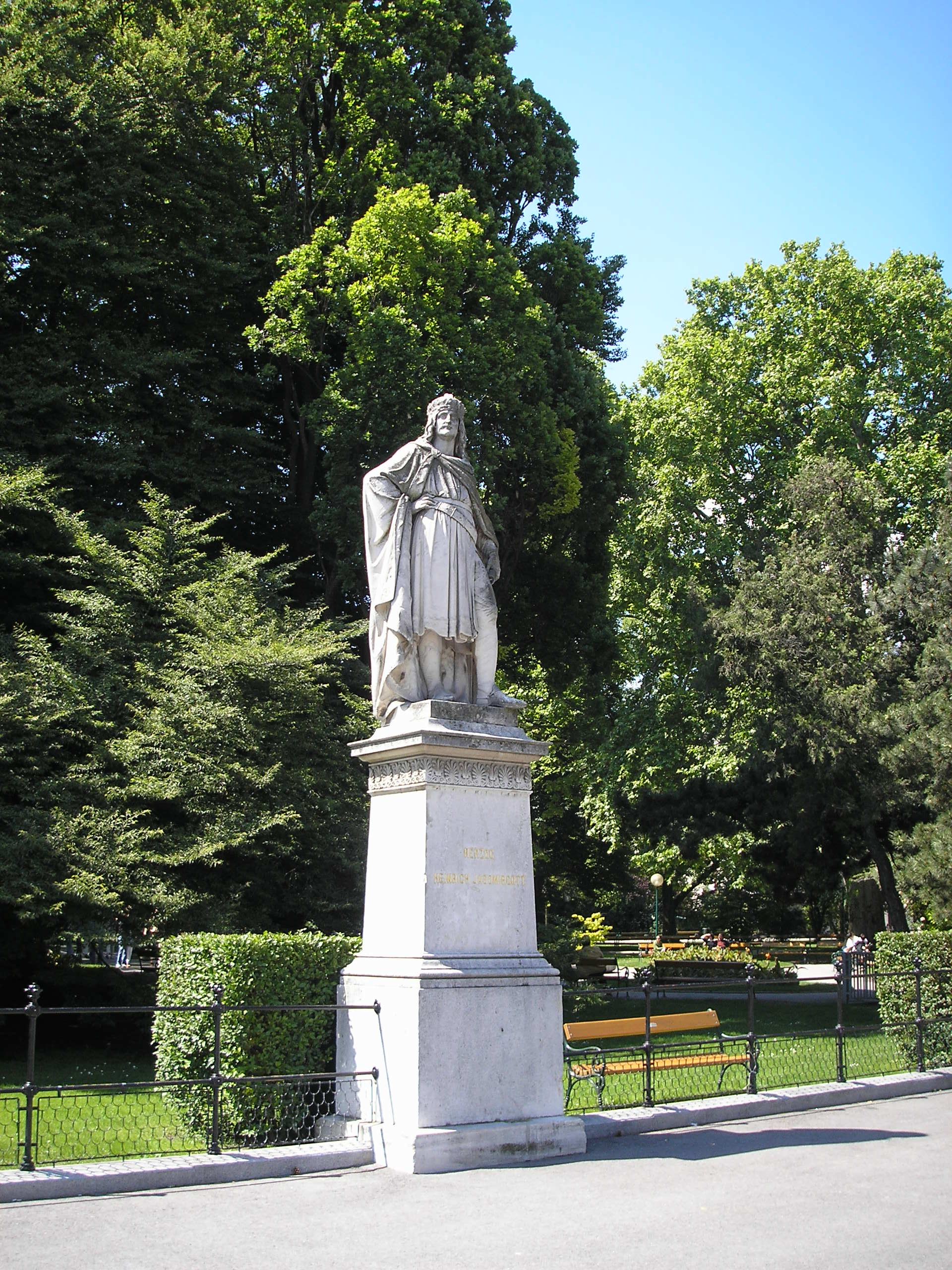
Denkmal von Heinrich II. Jasomirgott auf dem Rathausplatz

Am 19. November 1867 wurden auf der Brücke acht Marmorstandbilder aufgestellt, die auf Initiative des Vereins zur Förderung der bildenden Künste entstanden. Die Stadt Wien unterstützte die Herstellung auch finanziell unter der Bedingung, dass die Statuen in ihr Eigentum übergingen. Als die Wiener Tramwaygesellschaft eine Straßenbahnstrecke über die Brücke errichten wollte, wurde ihr vorläufig nur eine eingleisige Betriebsführung gestattet, so dass ab 17. Juni 1877 in einem gegenläufigen Einbahnverkehr über Wiedner Hauptstraße und Karlsgasse-Favoritenstraße-Mayerhofgasse gefahren wurde. Nach zähen Verhandlungen konnte am 22. Juni 1880 auch das zweite Gleis in Betrieb genommen werden.
Anlässlich der Wienflussregulierung und der Einwölbung des Flusses beim späteren Karlsplatz wurde die Brücke am 20. April 1897 gesperrt und danach abgetragen. Bis zur Fertigstellung der Einwölbung der Wien wurde eine Behelfsbrücke verwendet. Die Statuen wurden vorläufig bei der Stadtbahnstation Karlsplatz aufgestellt, wo sie durch den Ruß der Dampfloks aber schnell verschmutzten und deshalb im Volksmund die Bezeichnung Die acht Rauchfangkehrer erhielten. Sie wurden daher 1902 auf den Rathausplatz transferiert.